# Албрехт фон Бранденбург-Ансбах
Албрехт Пруски или Албрехт фон Бранденбург-Ансбах (на немски: Albrecht von Brandenburg-Ansbach, Albrecht von Preußen) от династията Хоенцолерн е първият херцог на Херцогство Прусия (1525–1568) и последният (от 1511 г.), тридесет и седми, Велик магистър на рицарите от Тевтонския орден. Неговата майка е полякинята София Ягелонка, произхождаща от полския род Ягелони.

## Управление
Неговото управление на секуларизация бележи края на тевтонския военномонашески орден, започвайки реформация на ордена в протестантство и приключва съществуването на самостоятелната държава Орденстат за сметка на основаването на Херцогство Прусия.
През 1540 г. Алберт Пръски основава гимназия в Кьонигсберг, а през 1544 г. Кьонигсбергски университет. Също така печата немски учебници за своясметка.
След смъртта му през 1568 г. е онаследен от сина си Албрехт Фридрих.